# Kazimierz Lisiecki

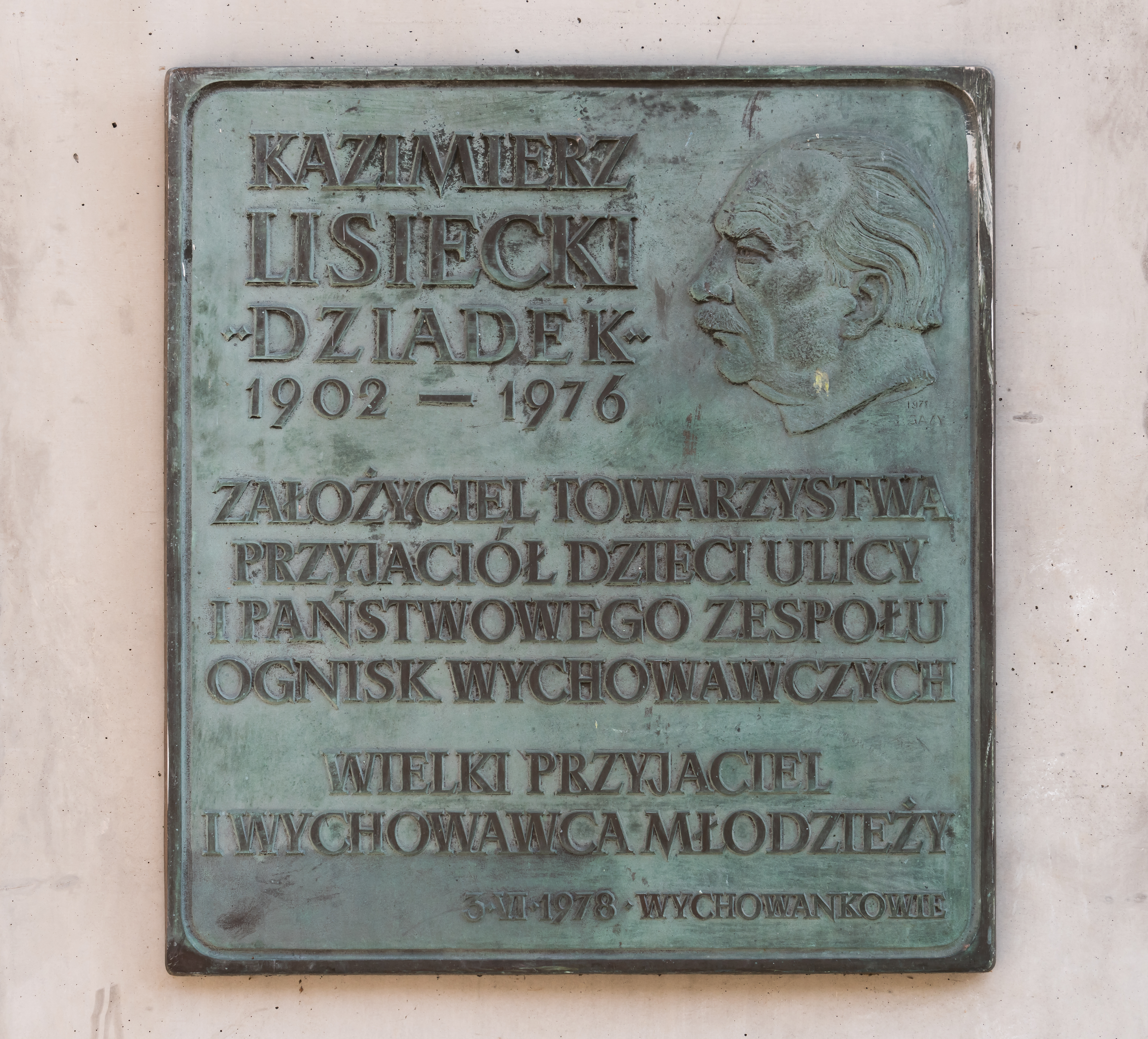
Tablica upamiętniająca Kazimierza Lisieckiego przy ul. Starej 4 w Warszawie

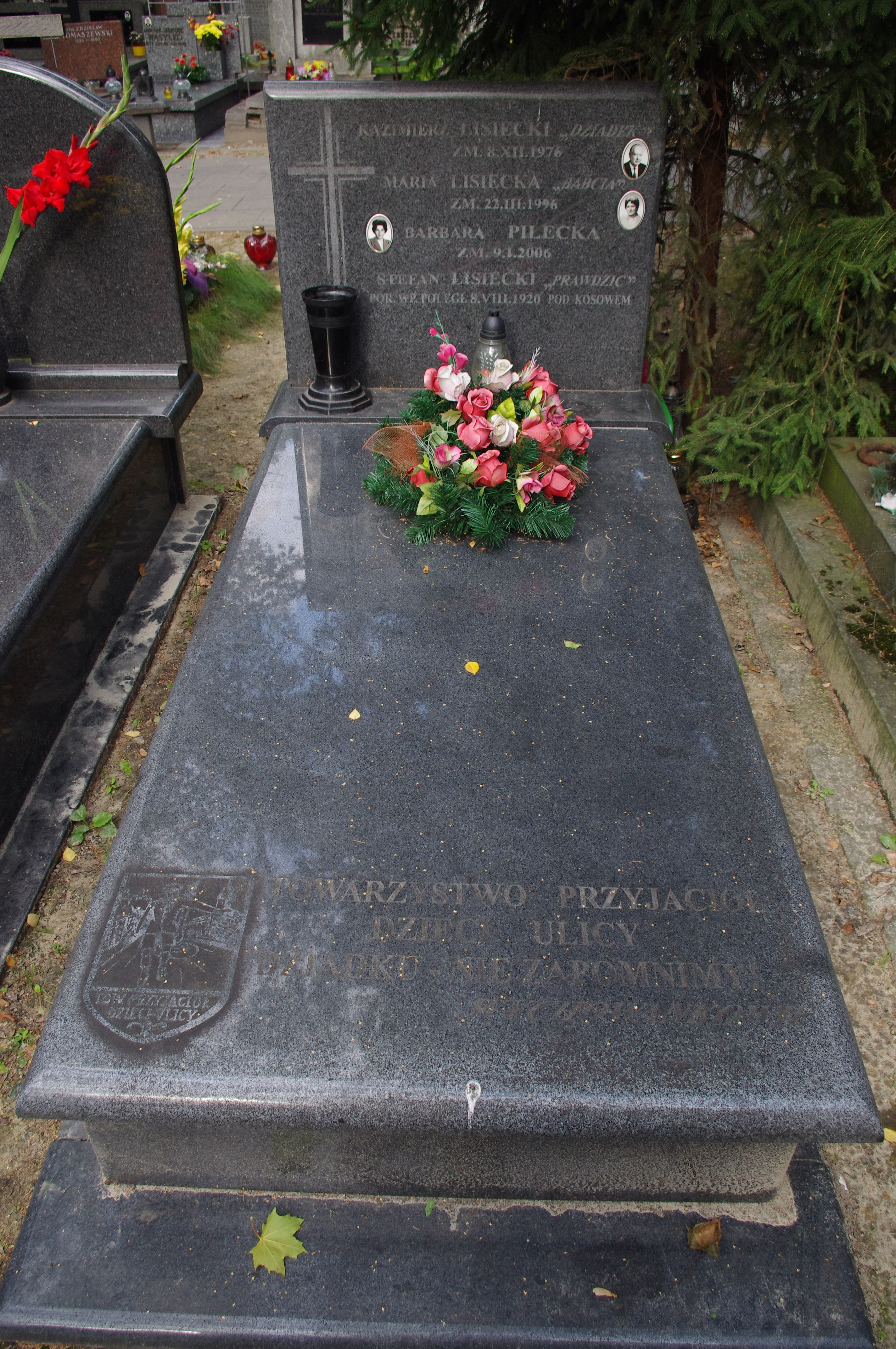
Grób Kazimierza Lisieckiego na cmentarzu Wojskowym na Powązkach w Warszawie

Kazimierz Lisiecki, „Dziadek” (ur. 9 lutego 1902 w Żbikowie (współcześnie dzielnica Pruszkowa), zm. 8 grudnia 1976 w Warszawie) – polski pedagog, wychowawca kilku pokoleń młodzieży, społecznik, inicjator powstania Towarzystwa Przyjaciół Dzieci Ulicy. Pionier pedagogiki opiekuńczej i twórca nowego nurtu w systemie opiekuńczym w Polsce.

## Życiorys
Syn Romana i Marianny Lisieckich. Jego matka i kilkoro z rodzeństwa zmarli w 1914 r., podczas epidemii tyfusu. Jego starszy o cztery lata brat – Stefan poległ w 1920 r., walcząc w szeregach Wojska Polskiego, a ojciec zginął wywieziony do Rosji. Prawdopodobnie Lisiecki miał jeszcze siostrę i brata, ale jest to trudne do ustalenia, bo w dorosłym życiu rzadko wspominał o swojej rodzinie.

### Przed II wojną światową
Absolwent jednego z warszawskich gimnazjów. Jeszcze jako uczeń doprowadził do powstania i prowadził zastęp Drużyny Harcerskiej im. Hugona Kołłątaja w Warszawie przy bursie Rady Głównej Opiekuńczej na ul. Poznańskiej, organizując jako drużynowy AHP liczne obozy i wycieczki.
W związku z faktem wczesnego sieroctwa i bezdomności skazany był na mieszkanie w bursach. Fakt ten znacząco w późniejszym okresie wpłynął na kształtowanie jego modelu opiekuńczego. Był wychowankiem, a później współpracownikiem pedagoga Czesława Babickiego. Jeszcze w 1918 r., Marian Adamowicz – dyrektor Bursy przy ul. Poznańskiej w Warszawie skierował Kazimierza Lisieckiego do pracy w klubach gazeciarzy – dzieci pracujących na utrzymanie swoje i często swoich bliskich – przy ul. Hipotecznej, Miodowej i pl. Teatralnym (środowisko to przez kolejne lata będzie głównym polem jego działalności wychowawczej).
Następnie podjął naukę w Studium Pedagogicznym Wolnej Wszechnicy Polskiej, ukończoną w 1923 r., z krótką przerwą w roku 1920 (w związku z działaniami wojennymi zaciągnął się do wojska). Po ukończeniu studiów uzupełnił wykształcenie o kurs dla wychowawców przy Ministerstwie Opieki Społecznej w 1925 r. W roku 1919 utworzył Akademickie Koło Przyjaciół Dzieci Ulicy.
W 1927 r. zawarł związek małżeński z Marią Ciechomską (bracia Marii zamieszkiwali wspólnie z Kazimierzem w bursie).
W 1928 r. został delegowany przez Związek Zawodowy Wychowawców Polskich Zakładów Wychowawczych – w którym piastował funkcję wiceprezesa – na przedstawiciela podczas Międzynarodowego Kongresu Opieki nad Dziećmi w Paryżu. Lisiecki zapoznał się wtedy również z pracą zakładów wychowawczych w Anglii, Austrii, Francji i Niemczech.
Realizując własną koncepcję w 1928 r. Lisiecki wspierany przez grono współpracowników tworzył Towarzystwo Przyjaciół Dzieci Ulicy i wprowadzał zupełnie nową formę pracy wychowawczej – Ognisko. Pierwsze ognisko powstało w tym samym roku w Warszawie przy ul. Hipotecznej 5, kolejne w 1934 – ul. Środkowa 9, 1935 – ul. Nowy Zjazd 9, w 1938 – ul. Długa 13/25 oraz w innych miastach: Toruniu, Grudziądzu i Łodzi. Bazę finansową Towarzystwa w tym okresie stanowiło Biuro Dzienników i Czasopism, które działało w latach 1932–1939 (umożliwiało ono zarobkowanie gazeciarzom).

### II wojna światowa
W okresie II wojny światowej i okupacji niemieckiej w Warszawie Kazimierz Lisiecki nie przerywał pracy pedagogicznej i działalności wychowawczej. Z przedwojennych Ognisk działały jedynie te przy ul. Długiej 13 i Środkowej 9 w Warszawie. Działalność Ognisk w tym czasie polegała nie tylko na ochronie zdrowia dzieci, prowadzono tam również tajne nauczanie, kształtowano postawy patriotyczne i wzmacniano tożsamość narodową. W czasie powstania warszawskiego Towarzystwo przeżywało tragiczne momenty. Lisiecki tworzył na potrzeby powstańcze „Legię Akademicką” do której ściągał wychowanków z całej Polski. Z 350 jej członków walki przeżyło, jak się szacuje, jedynie ok. dwudziestu członków. Po upadku powstania wraz z wychowankami został wywieziony do miejscowości Giełzów w województwie kieleckim, gdzie do marca 1945 r. działało „Ognisko na wygnaniu”.

### Po II wojnie światowej
W 1945 Lisiecki powrócił do Warszawy i w ocalałym Ognisku na Pradze organizuje pomoc dla sierot wojennych. Ówczesne władze przydzieliły mu kilka domów w Świdrze, gdzie znalazły schronienie kolejne dzieci i młodzież – ofiary wojny.
W 1953 Towarzystwo Przyjaciół Dzieci Ulicy zostało zlikwidowane, a Ogniska zostały włączone do sieci Państwowych Domów Dziecka. Kazimierz Lisiecki angażował się w próbę wskrzeszenia swoich placówek, a w batalii tej wspierali go polscy intelektualiści, w tym Marian Brandys. Działalności Towarzystwa nie udało się wznowić, ale w 1956 r., Minister Oświaty powołał do życia Państwowy Zespół Ognisk Wychowawczych, któremu nadał specjalny statut, a samego Kazimierza Lisieckiego powołał na stanowisko dyrektora tej placówki.
W 1957 roku powstało ognisko „Muranów”, w 1960 r. „Gdynia”, a w 1964 r. Lisiecki utworzył ośrodek „Starówka” przy ul. Starej 4 w Warszawie, stający się jednocześnie centralą PZOW.
Przeszedł na emeryturę w 1971 r. Zmarł w 1976 r. Został pochowany na cmentarzu Wojskowym na Powązkach w Warszawie (kwatera A14-2-8).
W dniu pogrzebu 12 grudnia 1976 r. powstało Koło Byłych Wychowanków Ognisk T. P. Dz. U. / P.Z.O.W. im. K. Lisieckiego „Dziadka”. Z Koła Wychowanków 16 grudnia 1993 r. powstało Stowarzyszenie „Przywrócić Dzieciństwo” (organizacja pozarządowa), które dla podkreślenia swojego rodowodu 19 lutego 2000 r. przyjęło nazwę „Przywrócić Dzieciństwo” Towarzystwo Przyjaciół Dzieci Ulicy im. Kazimierza Lisieckiego „Dziadka”.
W grudniu 2000 r. „Gazeta Wyborcza” ogłosiła plebiscyt na największego warszawiaka XX wieku. W tym plebiscycie Kazimierz Lisiecki uplasował się na 5. miejscu po Stefanie Starzyńskim, Jerzym Waldorffie, Stefanie Wiecheckim „Wiechu” i Krzysztofie Kamilu Baczyńskim.